# Earltheeia
Earltheeia es un género de foraminífero bentónico considerado un sinónimo posterior de Conorbella de la familia Glabratellidae, de la superfamilia Glabratelloidea, del suborden Rotaliina y del orden Rotaliida. Su especie tipo era Earltheeia socorroensis. Su rango cronoestratigráfico abarcaba el Holoceno.

## Clasificación
Earltheeia incluía a las siguientes especies:
- Earltheeia clarionensis, aceptado como Conorbella clarionensis
- Earltheeia playablancaensis
- Earltheeia semihispida, de posición genérica incierta
- Earltheeia socorroensis, aceptado como Glabratella socorroensis